# Скотт, Дана
Да́на Стю́арт Скотт (англ. Dana Stewart Scott, род. 11 октября 1932 года) — американский математик, известный работами в области математической логики и информатики.
Исследования Скотта связаны с теорией моделей, теорией автоматов, модальной и интуиционистской логиками, конструктивной математикой и связью между логикой и теорией категорий. Философские интересы лежат в области оснований логики, философии математики и семантического анализа естественных языков.
Сделал крупный вклад в развитие информатики, разработав математическую теорию вычислений. Им была разработана модель бестипового λ-исчисления, для чего была введена специальная топология (позднее названная его именем), вначале на полных решётках, и впоследствии обобщенная до полных частично упорядоченных множеств. В рамках этой модели развил теорию и модели вычислений, разработал принципы денотационной семантики языков программирования, углубил понятие о вычислимости.
По состоянию на 2012 год работает и проживает в Беркли, Калифорния.

## Награды
- В 1972 году получил премию Стила за работу, опубликованную в 1967 году — доказательство независимости континуум-гипотезы, альтернативное доказательству Пола Коэна.
- В 1976 году с Михаэлем Рабином стал лауреатом Премии Тьюринга, наградой отмечена их статья «Конечные автоматы», в которой была предложена идея недетерминированного автомата, концепции, доказавшей впоследствии свою исключительную ценность[5].
- В 1978 году получил стипендию Гуггенхайма[6].
- В 1990 году удостоен премии Гарольда Пендера как новатор в применении понятий из логики и алгебры для разработки математической семантики языков программирования[7].
- В 1997 году в номинации «логика и философия» получил премию Рольфа Шока за концептуально ориентированные логические работы, особенно по созданию теории областей[англ.], что позволило применить семантическую парадигму Тарского к языкам программирования, а также построить модели комбинаторной логики Карри и лямбда-исчисления Чёрча[8].
- В 2001 году стал лауреатом премии Больцано от Академии наук Чехии за заслуги в области математики.
- В 2007 году получил награду от Европейской ассоциации по теоретической информатике в знак признания вклада в теоретическую информатику и продуктивной научной карьеры[9][10].
- В 2009 году Институт математики СО РАН присудил учёному золотую медаль за вклад в математику[11].
- Почётный доктор Сент-Эндрюсского университета (2014).

## Основные работы
- Scott D.S. Advice on modal logic. — Philosophical problems in logic. Some recent developments.-- Lambert K. (ed.), Dordrecht; Holland: Reidel, 1970.

Русский перевод: Скотт Д. С. Советы по модальной логике. — В кн.: Семантика модальных и интенсиональных логик. — Под. ред. д.ф.н. В. А. Смирнова. — М.: ``Прогресс, 1981. — с.~280-317.
- Scott D.S., Strachey C. Towards a mathematical semantics for computer languages. — In: Proc. Symp. on Computers and Automata, Polytechnic Institute of Brooklyn, 21, 1971. — pp.~19—46.
- Scott D.S. Logic and programming languages. — Comm. Assoc. for Comp. Mach. 20, 1977. — pp. 634—641.

Русский перевод: Скотт Д. С. Логика и языки программирования. — Лекции лауреатов премии Тьюринга (ред.: Эшенхерст Р.). — М.: Мир, 1993. — с.~65-83.
- Scott D.S. Relating theories of the lambda calculus. — Hindley J., Seldin J. (eds.) To H.B.Curry: Essays on combinatory logic, lambda calculus and formalism.-- N.Y. & L.: Academic Press, 1980, pp.~403-450.